# Scytalopus altirostris
El churrín de Neblina o tapaculo de Neblina (Scytalopus altirostris), es una especie de ave paseriforme perteneciente al numeroso género Scytalopus de la familia Rhinocryptidae. Es endémico de los Andes de Perú.

## Distribución y hábitat
Se distribuye por los Andes centrales de Perú, desde el sur de Amazonas hasta Huánuco.
Es poco común en el sotobosque de bosques de alta montaña cercanos a la línea máxima de árboles, principalmente entre los 3100 y los 3500 m s. n. m. de altitud.

## Taxonomía
La presente especie ya fue considerada una subespecie de un Scytalopus magellanicus más ampliamente definido, pero difieren substancialmente en la vocalización.
Aparentemente está relacionada y forma una superespecie con dos especies todavía no descritas del centro sur de Perú, una a 3000 –4000 m en Apurímac y la otra a 3450 –3650 m en Pasco. Es monotípica.